# Planigale tenuirostris
Planigale tenuirostris is een roofbuideldier uit het geslacht der platkopbuidelmuizen (Plangale). De wetenschappelijke naam van de soort werd voor het eerst geldig gepubliceerd door Ellis Le Geyt Troughton in 1928.

## Kenmerken
P. tenuirostris is een zeer kleine buidelmuis met een afgeplatte, driehoekige kop. Het lichaam is van boven roodbruin en van onderen lichtgrijs tot geelbruin, met de keel en de onderkant van de kop wit. De klauwen zijn bruin. De kop-romplengte bedraagt 50 tot 75 mm, de staartlengte 50 tot 65 mm en het gewicht 4 tot 9 g.

## Leefwijze
Dit buideldier jaagt op ongewervelden op de grond, hoewel hij ook wel in lage vegetatie klimt. 's Nachts is deze soort actief. Er wordt gepaard van de late winter tot het einde van de zomer. In de tijdelijk gevormde buidel hebben de vrouwtjes tien of twaalf mammae.

## Voorkomen
De soort komt voor in droge, open gebieden in Midden- tot Zuidoost-Australië (zuidoostelijk Noordelijk Territorium, Zuidwest- en Zuid-Queensland, Noordwest- en Noord-New South Wales en Noordoost-Zuid-Australië).
Planigale gilesi · Platkopbuidelmuis (Planigale ingrami) · Planigale kendricki · Planigale maculata · Planigale novaeguineae · Planigale tealei · Planigale tenuirostris